# Мухаммад Юсуф Баяні
Мухаммад Юсуф Баяні (узб. Muhammad Yusuf Bayoniy, 1859–1923) — узбецький поет, письменник, історик, музикознавець, каліграф, перекладач.

## Біографія
Мухаммад Юсуф Баяні народився у Хіві 1859 року. Він був вихідцем із узбецького роду кунґраті був онуком хівінського хана Ельтузара (1804—1806). Навчався у Медресі Шергазі-хана у Хіві. Мухаммад Юсуф Баяні помер 1923 року в Хіві у віці приблизно у віці 64 років.

## Творчість
Баяні був автором історичних праць «Родовід хорезмшахів» (Шажараї хорезмшахів) та «Історія Хорезму». «Родовід хорезмшахів» була написана на прохання правителя Хорезма Асфандіяр-хана в 1911—1915 роках. У «Родоводі хорезмшахів» оповідається історія Хорезма починаючи з 1874 по 1914 рік. Таким чином, цей твір є продовженням творів Муніса Хорезмі та Агахі.
«Історія Хорезма» була написана пізніше «Родоводом хорезмшахів» вже після проголошення Хорезмської народної радянської республіки в 1920 році. Твір складався з 16 розділів і містив стислий виклад загальної історії та історію Хорезма до 1918 року, проте до нас дійшли лише 8 розділів.
Баяні переклав з арабської на узбецьку мову «Сахаїф вул-ахбар». Він також переклав з перської на узбецьку мову «Історію ат-Табарі», «Шейбані-наме» Бінаї тощо.